# Debbie Dunn
Debbie Dunn (Jamaica, 26 de marzo de 1978) es una atleta nacida jamaicana nacionalizada estadounidense, especialista en la prueba de 4x400 m, con la que ha llegado a ser campeona mundial en 2009.

## Carrera deportiva
En el Mundial de Berlín 2009 gana la medalla de oro en los relevos 4x400 metros, con un tiempo de 3:17.83 que fue récord del mundo, por delante de las jamaicanas y británicas, y siendo sus compañeras de equipo: Allyson Felix, Lashinda Demus y Sanya Richards.